# Стийв Карел
Стийв Карел (на английски: Steven John „Steve“ Carell) е американски комедиен актьор, продуцент и писател.
Става световноизвестен сравнително късно в своята кариера, след участието си в шоуто „The Daily Show with Jon Stewart“ между 1999 и 2004 година. От 2005 г. участва в телевизионния сериал „Офисът“ (The Office), който му носи наградата „Златен глобус“ през 2006 година.
Женен е за актрисата Нанси Уолс, с която имат 2 деца.

## Филмография

### Кино
- 1991 – „Къдравата Сю“ („Curly Sue“)
- 2003 – „Всемогъщият Брус“ („Bruce Almighty“)
- 2004 – „Водещият“ („Anchorman: The Legend of Ron Burgundy“)
- 2004 – „Купон с преспиване “(„Sleepover“)
- 2004 – „Wake Up, Ron Burgundy: The Lost Movie“
- 2004 – „Мелинда и Мелинда“ („Melinda and Melinda“)
- 2005 – „Омагьосване“ („Bewitched“)
- 2005 – „40-годишният девственик“ („The 40-Year-Old Virgin“)
- 2006 – „През плета“ („Over the Hedge“) – глас
- 2006 – „Мис Слънчице“ („Little Miss Sunshine“)
- 2007 – „Всемогъщият Евън“ („Evan Almighty“)
- 2007 – „Позабременяла“ („Knocked Up“)
- 2007 – „Дан в реалния живот“ („Dan in Real Life“)
- 2008 – „Хортън“ („Horton Hears a Who“!) – глас
- 2008 – „Умирай умно“ („Get Smart“)
- 2010 – „Аз, проклетникът“ („Despicable Me“) – глас
- 2010 – „Луда нощ“ („Date Night“) – Фил Фостър[1]
- 2011 – „Оглупели от любов“ („Crazy, Stupid, Love“)
- 2012 – „Любовна терапия“ („Hope Springs“)
- 2013 – „Аз, проклетникът 2“ („Despicable Me 2“) – глас
- 2014 – „Ловец на лисици“ („Foxcatcher“)
- 2015 – „Миньоните“ („Minions“) – глас
- 2015 – „Големият залог“ („The Big Short“)
- 2017 – „Аз, проклетникът 3“ („Despicable Me 3“) – глас
- 2017 – „Битката на половете“ („Battle of the Sexes“)
- 2018 – „Вице“ („Vice“)
- 2018 – „Добре дошли в Марвен“ („Welcome to Marwen“)
- 2022 – „Миньоните 2“ („Minions: The Rise of Gru“)
- 2024 – „Измислени приятели“ („IF“)
- 2024 – „Аз, проклетникът 4“ („Despicable Me 4“)

### Телевизия
- 1996 – „Шоуто на Дейна Карви“ („The Dana Carvey Show“) – скечове
- 1998 – „Само за снимка“ („Just Shoot Me“) – застрахователен агент
- 1999 – 2004 – „The Daily Show“ – кореспондент
- 2005 – 2013 – „Офисът“ („The Office“) – Майкъл Скот